# 4J Studios
4J Studios – producent gier komputerowych z siedzibą w Dundee w Szkocji w Wielkiej Brytanii. Firma współpracuje z szeroką gamą producentów, takich jak ZeniMax Media, Mojang Studios i Microsoft Game Studios. Personel stanowi wielu byłych kluczowych pracowników z nieistniejącego już studia VIS Entertainment.

## Wydane gry
| Data | Tytuł                                          | Platformy                                         | Wydawca                     |
| ---- | ---------------------------------------------- | ------------------------------------------------- | --------------------------- |
| 2005 | Breeders' Cup World Thoroughbred Championships | PlayStation 2, Xbox                               | Bethesda Softworks          |
| 2006 | Star Trek: Encounters                          | PlayStation 2                                     | Bethesda Softworks          |
| 2006 | The Elder Scrolls IV: Oblivion (port)          | PlayStation 3                                     | Bethesda Softworks          |
| 2007 | Star Trek: Conquest                            | PlayStation 2, Wii                                | Bethesda Softworks          |
| 2008 | AMF Bowling Pinbusters!                        | Nintendo DS                                       | Vir2L Studios               |
| 2008 | Overlord: Raising Hell (port)                  | PlayStation 3                                     | Codemasters                 |
| 2008 | Ducati Moto                                    | Nintendo DS                                       | Vir2L Studios               |
| 2008 | Banjo-Kazooie (port)                           | Xbox 360                                          | Microsoft Game Studios      |
| 2009 | Banjo-Tooie (port)                             | Xbox 360                                          | Microsoft Game Studios      |
| 2009 | Wuggle                                         | iOS                                               | 4J Studios                  |
| 2009 | Texas Wuggle                                   | iOS                                               | 4J Studios                  |
| 2010 | Perfect Dark                                   | Xbox 360                                          | Microsoft Game Studios      |
| 2012 | Minecraft: Xbox 360 Edition                    | Xbox 360                                          | Microsoft Studios           |
| 2013 | Minecraft: PlayStation 3 Edition               | PlayStation 3                                     | Sony Computer Entertainment |
| 2014 | Minecraft: Xbox One Edition                    | Xbox One                                          | Microsoft Studios           |
| 2014 | Minecraft: PlayStation 4 Edition               | PlayStation 4                                     | Sony Computer Entertainment |
| 2014 | Minecraft: PlayStation Vita Edition            | PlayStation Vita                                  | Sony Computer Entertainment |
| 2015 | Minecraft: Wii U Edition                       | Wii U                                             | Mojang                      |
| 2017 | Minecraft: Nintendo Switch Edition             | Nintendo Switch                                   | Mojang                      |
| 2023 | Manic Mechanics                                | Nintendo Switch, PlayStation 4, Windows, Xbox One | 4J Studios                  |